# Mudhawi al-Shammari
Mudhawi al-Shammari (arabisch مضاوي الشمري, DMG Muḍāwī aš-Šammarī; * 25. April 1998) ist eine kuwaitische Leichtathletin, die sich auf den Sprint spezialisiert hat. Momentan ist sie Inhaberin der Landesrekorde über 100 und 200 Meter.

## Sportliche Laufbahn
Erste Erfahrungen bei internationalen Meisterschaften sammelte Mudhawi al-Shammari im Jahr 2013, als sie bei den arabischen Jugendmeisterschaften in Kairo mit 12,76 s in der Vorrunde im 100-Meter-Lauf ausschied und über 200 Meter in 25,98 s die Bronzemedaille gewann. 2016 startete sie im 60-Meter-Lauf bei den Hallenasienmeisterschaften in Doha und kam dort mit 7,94 s nicht über die erste Runde hinaus. Im Jahr darauf belegte sie bei den Arabischen Meisterschaften in Radès in 12,35 s den siebten Platz über 100 Meter und 2019 schied sie bei den Asienmeisterschaften in Doha mit 12,34 s und 24,99 s jeweils in der ersten Runde über 100 und 200 Meter aus. 2021 klassierte sie sich bei den Arabischen Meisterschaften in Radès mit 12,15 s auf dem sechsten Platz über 100 Meter und auch im 200-Meter-Lauf gelangte sie mit neuem Landesrekord von 24,21 s auf Rang sechs. Dank einer Wildcard nahm sie Ende Juli über 100 Meter an den Olympischen Spielen in Tokio teil und überstand dort die Vorausscheidungsrunde und schied dann mit 11,81 s im Vorlauf aus.
2022 verbesserte sie ihre Landesrekord über 100 und 200 Meter und startete im Juli dank einer Wildcard über 100 Meter bei den Weltmeisterschaften in Eugene und schied dort mit 11,91 s in der ersten Runde aus. Anschließend belegte sie bei den Islamic Solidarity Games in Konya in 23,97 s den siebten Platz über 200 Meter und schied über 100 Meter mit 11,68 s im Halbfinale aus. Im Jahr darauf erreichte sie bei den Hallenasienmeisterschaften in Astana mit 7,43 s Rang sechs über 60 Meter. Im April siegte sie in 11,3 s über 100 Meter bei den Westasienmeisterschaften in Doha und gewann über 200 Meter in 24,55 s die Silbermedaille hinter der Libanesin Aziza Sbaity. Anschließend gewann sie bei den Arabischen Meisterschaften in Marrakesch in 11,76 s die Bronzemedaille über 100 Meter hinter der Ägypterin Bassant Hemida und Sbaity aus dem Libanon. Zudem musste sie sich über 200 Meter in 23,95 s ebenfalls nur Sbaity geschlagen geben. Kurz darauf gewann sie bei den Panarabischen Spielen in Algier in 11,56 s die Bronzemedaille über 100 Meter hinter den Bahrainerinnen Edidiong Odiong und Hajar al-Khaldi und belegte in 23,90 s den vierten Platz über 200 Meter. Im Juli schied sie bei den Asienmeisterschaften in Bangkok mit 23,94 s im Halbfinale über 200 Meter aus und im August schied sie bei den Weltmeisterschaften in Budapest mit 11,93 s im Vorlauf über 100 Meter aus. Im Oktober verpasste sie bei den Asienspielen in Hangzhou mit 23,83 s den Finaleinzug über 200 Meter. 2024 schied sie bei den Hallenasienmeisterschaften in Teheran mit 7,54 s im Vorlauf über 60 Meter aus und im Jahr darauf schied sie bei den Asienmeisterschaften in Gumi mit 25,90 s und 58,02 s jeweils in der Vorrunde über 200 und 400 Meter aus.
2020 wurde al-Shammari kuwaitische Meisterin im 100- und 400-Meter-Lauf.

## Persönliche Bestleistungen
- 100 Meter: 11,52 s (+1,8 m/s), 16. Mai 2022 in Kuwait (kuwaitischer Rekord)
  - 60 Meter (Halle): 7,37 s, 28. Januar 2023 in Bursa (kuwaitischer Rekord)
- 200 Meter: 23,74 s (+1,5 m/s), 18. Mai 2022 in Kuwait (kuwaitischer Rekord)
- 400 Meter: 57,00 s, 27. Oktober 2019 in Kuwait